# Kamienica Dolna
Kamienica Dolna ist eine Ortschaft mit einem Schulzenamt der Gemeinde Brzostek im Powiat Dębicki der Woiwodschaft Karpatenvorland in Polen.

## Geographie
Der Ort liegt im Strzyżów-Gebirge an der Mündung des Bachs Kamienica in die Wisłoka, auf dem DK 73 zwischen den Städten Pilzno und Brzostek. Die Nachbarorte sind Gorzejowa im Osten, Zawadka Brzostecka im Südwesten, Przeczyca im Süden, Dęborzyn im Nordwesten, sowie Jaworze Górne im Norden.

## Geschichte
Am 19. November 1345 erhielt Nicolao Kerstan vom König Kasimir dem Großen das Gründungsprivileg (aus einer Abschrift aus 1581 bekannt) für Anlegung des neuen Dorfs Kamenicza im Wald am gleichnamigen Bach (in fluuio Kamenicza), auf 60 fränkischen Hufen nach dem Magdeburger Recht. Heute gibt es 6 Dörfer an diesem Bach (flussaufwärts: Kamienica Dolna, Gorzejowa, Siedliska-Bogusz, Smarżowa, Bączałka und Kamienica Górna). Falls es im Gründungsprivileg um die in Kleinpolen am meisten benutzte Hufen mit der Größe von um 25 Hektar ging, umfasste es außer Kamienica Dolna möglicherweise auch Gorzejowa und Siedliska-Bogusz. Aus dem Jahr 1389 stammt eine königliche Bestätigung eines verlorenen Dokuments aus 1353, über die Übergabe von einigen Dörfern in der Umgebung, darunter Camennicza (Kamienica Górna?), Sedliska (Siedliska), Smarschowa (Smarżowa) und B[rze]sini (Brzeziny) in den Gütern von Kunice, an drei ruthenische [ukrainische] Brüder namens Chodko, Piotr und Ostaszek, den Söhnen von Iwan, die vermutlich dem polnischen König Kasimir dem Großen bei der Einnahme Rotrutheniens halfen. 1387 kamen Kamienica (Górna?), Gorzejowa, Siedliska und Smarżowa an Iwan Iwanowicz.
Der Name Kamienica ist vom gleichnamigen Bach abgeleitet. Erst im frühen 16. Jahrhundert wurden die zwei Orte Kamienica Dolna an der Mündung des Bachs sowie Kamienica Górna im Quellengebiet mit den Adjektiven Dolna (Unter) und Górna (Ober) unterscheidet.
Im Lebuser Stiftregister aus dem Jahr 1405 wurde das Dorf Kunycze, alias Kamyenyecz erwähnt, und zwar im Satz: Kunycze, alias Kamyenyecz. Ista villa iacet penes Fristath. Nota, quod in bonis istis et infra limites eorum est una alia villa aedificata, quae tenetur per Dominum Ivonem et villa vocatur Nyebyelychschayo dicta Przesyk. [Kunice, anders Kamienica. Dieses Dorf gehört zu Freistadt. Anmerkung, innerhalb der Grenzen dieses Dorfs liegt ein neugegründetes Dorf Nyebyelychschayo [auch] Przesyk benannt, das zum Herr Ivon gehört.] Der Text enthält weiter eine Angabe über Ansiedlung von ca. 100 mehrheitlich deutschen namentlich benannten Familien aus Schlesien, unter denen es noch von Abgaben und den Frondiensten befreite Siedler gab, in Kunice, anders Kamienica, sowie Wyelgopole – das heutige Wielopole Skrzyńskie. Nach einigen Historikern enthielt dieses Manuskript für das Jahr 1405 anachronistische Informationen. Das Gebiet war damals schon Jahrzehnte im Besitz der Familie Bogoria und Wielopole war schon vor der Hälfte des 14. Jahrhunderts eine Stadt (möglicherweise mit dem Nebennamen Fürstenberg). Dieses Manuskript könnte zum Beispiel unter dem Lebuser Bischof Stephan II. († 1345) geschrieben und folgend einige Male routiniert abgeschrieben sein, was mit dem Datum des Gründungsprivilegs aus dem 19. November 1345 für Nicolao Kerstan in Widerspruch stände, das eine Zäsur für alle Orte am Bach Kamienica wäre. Der Text aus dem Lebuser Stiftregister wurde auch im Buch Liber beneficiorum ecclesiae Craceviensis von Jan Długosz (1470 bis 1480) beigelegt, und zwar mit falschem Datum 1488. Dieses verwechselte u. a. der deutsche Volkskundler Walter Kuhn, der es im Jahr 1928 erforschte. Er meinte, dass sich die benannten Familien im Dorf Kunycze alias Kamyenyecz bzw. Nyebyelychschayo dicta Przesyk entweder in Siedliska-Bogusz oder Gorzejowa, die zwischen Kamienica Dolna und Kamienica Górna mit Smarżowa am Bach Kamienica liegen, ansiedelten. Kurt Lück bezeichnete dagegen nur die zwei Dörfer Kamienica dolna und Nobligshaw-Siedliska als deutsche Siedlungen auf der Karte der Deutschen Besiedlung Kleinpolens und Rotreußens im 15. Jahrhundert aus 1934.
Das Privileg aus 1345 bestimmte die Erträge einer Hufe zum Unterhalt der örtlichen römisch-katholischen Kirche, aber in Kamienica Dolna wurde keine Kirche errichtet und im 15. Jahrhundert gehörte es der Pfarrei in Brzostek (1373 wurde die älteste Kirche im Kamienica-Tal in Siedliska erwähnt). Das Dorf hatte damals 22 Hufen, ein Wirtshaus und eine Mühle, die dem Schulz gehörte.
Das Dorf gehörte zur Adelsrepublik Polen-Litauen, Woiwodschaft Sandomir, Kreis Pilzno. Bei der Ersten Teilung Polens kam Kamienica Dolna 1772 zum neuen Königreich Galizien und Lodomerien des habsburgischen Kaiserreichs (ab 1804).
Nach dem Ende des Ersten Weltkriegs und dem Zusammenbruch der Habsburgermonarchie kam Kamienica Dolna 1918 zu Polen. Unterbrochen wurde dies nur durch die deutsche Besetzung Polens im Zweiten Weltkrieg. Von 1975 bis 1998 gehörte Kamienica Dolna zur Woiwodschaft Tarnów.